# ザムトゲマインデ・テディングハウゼン
ザムトゲマインデ・テディングハウゼン (ドイツ語: Samtgemeinde Thedinghausen) は、ドイツ連邦共和国ニーダーザクセン州フェルデン郡に属すザムトゲマインデ（集合自治体）である。
このザムトゲマインデはテディングハウゼンを本部所在地とし、この他にブレンダー、エムティングハウゼン、リーデがこれに属す。

## 地理
ザムトゲマインデ・テディングハウゼンはヴェーザー川中流域北部の左岸に位置する。

### ザムトゲマインデの構成
- テディングハウゼン
- ブレンダー
- エムティングハウゼン
- リーデ

## 歴史
このザムトゲマインデの領域は1972年7月21日に5つの町村が集まって成立した。それは1972年の市町村再編によって旧ブラウンシュヴァイク郡、グラーフシャフト・ホーヤ郡、フェルデン郡の18の旧町村が再編されたものであった。2006年11月1日にテディングハウゼンとモルズムが合併し、新生テディングハウゼンが成立した。これ以後、このザムトゲマインデは4つの町村で構成されている。

## 行政
ザムトゲマインデ・テディングハウゼンの議会は32人の議員からなる。

## 文化と見所
- エルプホーフ・テディングハウゼン（城館）

## 引用
1. ↑  Landesamt für Statistik Niedersachsen, LSN-Online Regionaldatenbank, Tabelle A100001G: Fortschreibung des Bevölkerungsstandes, Stand 31. Dezember 2023